# Lorena García Gil
Lorena García Gil (Zaragoza, 22 de marzo de 1993) es una árbitra de balonmano y profesora de educación física española, que también fue jugadora de la división de plata y entrenadora de dicho deporte. Fue la primera mujer miembro del Comité Técnico de Árbitros y la primera árbitra internacional de Aragón. En 2020, ella y Tania Rodríguez, se convirtieron en la primera pareja de mujeres en arbitrar la Liga Asobal.

## Trayectoria
García nació en la localidad de Zaragoza el 22 de marzo de 1993. Se graduó en Ciencias de la Actividad Física y del Deporte y obtuvo un máster en profesorado por la Universidad San Jorge.
García fue jugadora de balonmano en todas las categorías y entrenadora. A los 18 años, se inscribió en el curso de árbitros de la Federación Aragonesa de Balonmano. En 2014 comenzó a arbitrar a escala nacional, dirigiendo encuentros con la División de Honor Femenina y la segunda categoría masculina.
Fue designada por la Real Federación Española de Balonmano como árbitra habilitada para dirigir partidos de la Liga Asobal en la temporada 2020-2021, junto con Tania Rodríguez, lo que en diciembre de 2020 las convirtió en la primera pareja de árbitras en dirigir un partido de la Liga Asobal.
También al lado de Rodríguez, ha dirigido encuentros de la División de Honor Femenina y División de Honor Plata Masculina. Fueron las dos primeras y la única pareja femenina en la 1.ª categoría femenina y también en la 2.ª masculina. Juntas debutaron a nivel internacional en la Prague Champions Cup y en 2019 fueron asignadas para la XXXIX Copa de la Reina de balonmano. Antes de García y Rodríguez, otras mujeres llegaron a arbitrar la Liga Asobal, como Cristina Fernández Piñeiro, Nandi Espino o Agatha García, aunque todas ellas con parejas masculinas.
Combina su actividad como profesora de Educación Física y entrenadora personal. También se ha formado como árbitro internacional en balonmano playa.
Es colegiada de la Federación Aragonesa y miembro del colectivo arbitral femenino de la Real Federación Española de Balonmano y del Grupo de Árbitros Jóvenes Internacionales.

## Reconocimientos
En 2020, García recibió el premio 'Zaragoza, Mujer y Deporte 2019' otorgado por el Ayuntamiento de Zaragoza en las categoría de Mujer Deportista.